# Erythrodiplax basalis
Erythrodiplax basalis é uma libélula da família Libellulidae com ampla distribuição neotropical, ocorrendo desde o sul dos Estados Unidos até o norte da Argentina, incluindo estados do Brasil como o Maranhão. Habita ambientes de água parada ou de fluxo lento (lagoas, brejos, margens de rios), frequentemente próximo a vegetação emergente onde adultos percam e repousam. O estado de conservação é classificado como Pouco Preocupante pela IUCN.

## Descrição
Adultos apresentam envergadura alar de aproximadamente 30 a 35 milímetros. Machos exibem tórax azul metálico e abdômen vermelho vivo, ao passo que fêmeas tendem a tons amarelados, com abdômen menos contrastante As asas são translúcidas, com pterostigmas acastanhados e pequenas manchas basais amareladas.

## Distribuição e habitat
Registros confirmam ocorrência em quase toda a América Tropical, incluindo México, América Central, Caribe, e grandes áreas do Brasil, com evidências específicas no Maranhão. Um espécime macho coletado em 1976 na região de Morichal Tauca, Bolívar (Venezuela), está disponível no Smithsonian Institution, ilustrando sua presença em ambientes venezuelanos. Fotografias de indivíduos imaturos e adultos foram documentadas no Equador, evidenciando ocorrência em ambientes de floresta tropical úmida.

## Biologia e ecologia
Espécie diurna e territorial, com machos defendendo poleiros sobre a água e capturando presas em voo livre, principalmente dípteros e himenópteros. Larvas aquáticas desenvolvem-se enterradas em sedimento lamacento, passando por múltiplos ínstares antes do surgimento adulto.

## Estado de conservação
Avaliada como Pouco Preocupante pela IUCN devido à distribuição ampla e ausência de declínio populacional relevante.